# اللغة القمرية
اللغة القمرية هي اللغة الرسمية والوطنية لجمهورية جزر القمر. لا تزال الكثير من حقائق هذه اللغة مجهولة، ويعتقد أنها نشأت باندماج اللغة العربية والسواحلية، حيث كانت اللغة السواحلية هي لغة جزر القمر قديما. ومع توسع فتوح العمانيين، وصل العرب العمانيون[بحاجة لمصدر] إلى هذه الجزر وعاشوا فيها. اللغة القمرية لغة رسمية في جزر القمر، ومحكية في دول اليمن والمملكة العربية السعودية وفرنسا حيث هاجر كثير من القمريين من أجل العمل في الخارج.[بحاجة لمصدر] واللغة القمرية ليس لها حروف محلية خاصة بها، ولكن تم استخدام كل من الحروف العربية واللاتينية.

## أبجدية
| كتابة القمرية بالحروف العربية والرومية | كتابة القمرية بالحروف العربية والرومية | كتابة القمرية بالحروف العربية والرومية | كتابة القمرية بالحروف العربية والرومية | كتابة القمرية بالحروف العربية والرومية | كتابة القمرية بالحروف العربية والرومية | كتابة القمرية بالحروف العربية والرومية | كتابة القمرية بالحروف العربية والرومية |
| -------------------------------------- | -------------------------------------- | -------------------------------------- | -------------------------------------- | -------------------------------------- | -------------------------------------- | -------------------------------------- | -------------------------------------- |
| ا                                      | (ʾ)                                    | ذ                                      | dh                                     | ع                                      | (ʿ)                                    | م                                      | m                                      |
| ب                                      | b                                      | ر                                      | r                                      | غ                                      | gh                                     | ن                                      | n                                      |
| پ                                      | p                                      | ز                                      | z                                      | ڠ                                      | ng                                     | ه                                      | h                                      |
| ت                                      | t                                      | س                                      | s                                      | ف                                      | f                                      | و                                      | w                                      |
| ث                                      | th                                     | ش                                      | sh                                     | ڤ                                      | v                                      | ي                                      | y                                      |
| ج\چ                                    | dj/j                                   | ص                                      | sw                                     | ق                                      | k                                      | ـ (‹ا› في بداية الكلمة)                | a                                      |
| ح                                      | h                                      | ض                                      | dh                                     | ك                                      | k                                      | ـ (‹ا› في بداية الكلمة)                | u/o                                    |
| خ                                      | kh                                     | ط                                      | tw                                     | ڬ                                      | g                                      | ـ (‹ا› في بداية الكلمة)                | i/e                                    |
| د                                      | d                                      | ظ                                      | dh                                     | ل                                      | l                                      | التنوين والتاء المربوطة                | ‎-an -un -in -at                        |
| نظام الشيخ أحمد قمر الدين              |                                        |                                        |                                        |                                        |                                        |                                        |                                        |
| ز                                      | dz                                     | س                                      | ts                                     | ش                                      | tsh                                    | ا                                      | a                                      |
| ن                                      | ny                                     | ت                                      | tr                                     | ي                                      | i                                      | ‍ہ‍ (‍ہ‍ )                                     | e                                      |
| ڢ                                      | f                                      | غ                                      | g                                      | و                                      | u                                      | ه (ه‍ ‍ه‍ ‍ه)                                  | o                                      |